# Ficedula tricolor
A Ficedula tricolor a madarak osztályának verébalakúak (Passeriformes) rendjéhez és a  légykapófélék (Muscicapidae) családjához tartozó faj.

## Rendszerezése
A fajt Brian Houghton Hodgson angol zoológus írta le 1845-ben, a Digenea nembe Digenea tricolor néven.

## Alfajai
- Ficedula tricolor tricolor (Hodgson, 1845) - a Himalája nyugati és középső része (Pakisztán, India, Nepál és Bhután)
- Ficedula tricolor minuta (Hume, 1872) - a Himalája keleti része és Tibet délkeleti része
- Ficedula tricolor cerviniventris (Sharpe, 1879) - India északkeleti államai és Mianmar nyugati része
- Ficedula tricolor diversa (Vaurie, 1953) - Közép-Kína, Észak-Vietnám, Thaiföld északi része és Észak-Mianmar [2]

## Előfordulása
Dél- és Délkelet-Ázsiában, Banglades, Bhután, Kína, India, Laosz, Mianmar, Nepál, Pakisztán, Srí Lanka, Thaiföld és Vietnám területén honos. 
Természetes élőhelyei a szubtrópusi vagy trópusi hegyi esőerdők, füves puszták és cserjések, mocsarak és tavak környékén, valamint ültetvények és szántóföldek. Magassági vonuló.

## Megjelenése
Testhossza 13 centiméter, a testtömege 6-10 gramm.
|  |  |

## Természetvédelmi helyzete
Az elterjedési területe rendkívül nagy, egyedszáma pedig stabil. A Természetvédelmi Világszövetség Vörös listáján nem fenyegetett fajként szerepel.